# Moses Sichone
Moses Sichone (né le 31 mai 1977 à Mufulira en Zambie) est un footballeur international zambien, qui évoluait au poste de défenseur central.

## Biographie

### Carrière en club
Avec le club d'Aix-la-Chapelle, il joue 7 matchs en Coupe de l'UEFA.

### Carrière en sélection
Avec l'équipe de Zambie, il joue 30 matchs (pour aucun but inscrit) entre 1998 et 2006. 
Il figure dans le groupe des sélectionnés lors des Coupes d'Afrique des nations de 1998, de 2000 et de 2002.
Il joue également trois matchs comptant pour les tours préliminaires de la coupe du monde, lors des éditions 2002 et 2006.

## Palmarès
| Nchanga Rangers - Championnat de Zambie (1) : - Champion : 1998. - Coupe de Zambie : - Finaliste : 1996. |  | FC Cologne - Championnat d'Allemagne D2 (1) : - Champion : 1999-00. - Vice-champion : 2002-03. |  | Alemannia Aachen - Championnat d'Allemagne D2 : - Vice-champion : 2005-06. |